# Зорівчак Роксоляна Петрівна

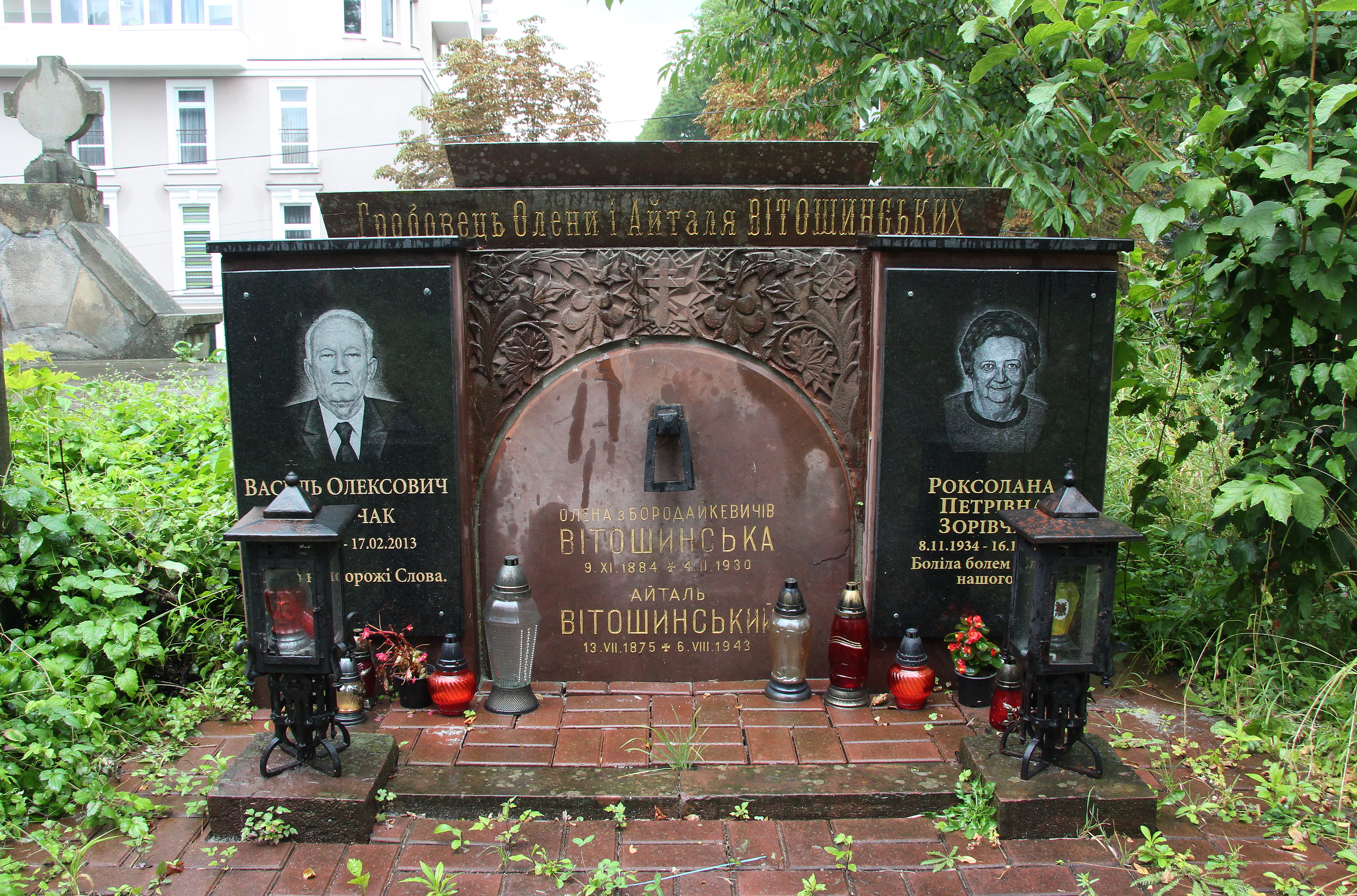

Роксоля́на Петрі́вна Зорівча́к (8 листопада 1934, Львів — 16 жовтня 2018, Львів) — українська мовознавиця, доктор філологічних наук (1988), професор (1989), член Вченої (з 1994), член та заступник голови Науково-технічної (з 1998) рад Львівського національного університету ім. І. Франка, дійсний член Наукового товариства ім. Шевченка (1992), академік Академії наук вищої школи України (1993), член Національної спілки письменників України (1997), відмінник освіти України (2002), заслужений працівник освіти України (2005), лауреат Літературної премії імені Григорія Кочура (2011) і Премії «Ars Translationis» (2013). Заслужений професор Львівського університету (2016).

## Життєпис
У 1956 році закінчила відділ англійської філології факультету іноземної мови Львівського державного університету імені Івана Франка, одержавши диплом з відзнакою за спеціальністю «англійська філологія» з присвоєнням кваліфікації філолога.
1976 року — кандидатська дисертація «Фразеологія письменника як проблема перекладу (на матеріалі перекладів поетичних творів Т. Г. Шевченка англійською мовою)», 1987 року — докторська «Лінгвостилістичні характеристики художнього тексту і переклад (на матеріалі англомовних перекладів української прози)».
Працювала на кафедрі іноземних мов Львівської державної консерваторії імені М. В. Лисенка: старший викладач (1956—1978 рр.), доцент (1978—1989 рр.), професор (1989—1991 рр.).
У 1992—1998 роках — професор кафедри англійської філології Львівського державного університету імені Івана Франка.
З 1998 року — перший завідувач кафедри перекладознавства і контрастивної лінгвістики імені Григорія Кочура Львівського національного університету імені Івана Франка.
Англіст-фразеолог, перекладознавець, дослідник теоретичних проблем перекладу, історії та лінгвостилістичної специфіки входження української літератури до англомовного світу і англомовних літератур до української літератури, засновник англомовної Шевченкіани як окремої дослідчої галузі. Розробляла концепцію вишколу перекладачів, методику викладання перекладознавчих дисциплін.
Читала теоретичні курси з вступу до перекладознавства, теорії і практики перекладу, історії художнього перекладу, техніки перекладу на конференціях, контрастивної лінгвістики, контрастивної фразеології, рецепції англійської літератури в Україні. Керівник численних кандидатських дисертацій (з них захищено — 9), 40 разів виступала опонентом на захистах кандидатських дисертацій, один раз — докторської.[джерело?]
Похована у гробівці родини Вітошинських на 70 полі Личаківського цвинтаря.

## Праці
Автор монографій:
- «Фразеологічна одиниця як перекладознавча категорія (на матеріалі перекладів творів української літератури англійською мовою)» (1983);
- «Реалія і переклад (на матеріалі англомовних перекладів української прози)» (1989);
- розділу «Українсько-англійські літературні взаємини» (у книзі: «Українська література в загальнослов'янському і світовому літературному контексті»: У 5 т. — К., 1988 — Т. 3);
- розвідок (понад 1200)[уточнити] з перекладознавства, контрастивної лінгвістики та англістики в колективних монографіях, енциклопедичних виданнях (зокрема, в УРЕ, УЛЕ, компендіумі «Українська мова»), в україномовній та англомовній лінгвістичній пресі.

Ініціатор, науковий редактор та автор передмови бібліографічного покажчика «Григорій Кочур» (Львів: ЛНУ, 1999), — першої персональної бібліографії перекладача і перекладознавця в Україні. Науковий редактор та співавтор передмови біобібліографічного покажчика «Микола Лукаш» (Львів: ЛНУ, 1999).
Член Спеціалізованих учених рад при Київському та Львівському національних університетах для захисту докторських та кандидатських дисертацій з германістики, романістики, перекладознавства; керівник Методологічного семінару з проблем перекладознавства і контрастивної лінгвістики імені професора Ю. О. Жлуктенка при Львівському національному університеті імені Івана Франка; голова Комісії всесвітньої літератури імені Миколи Лукаша НТШ та член Президії цього товариства; співкерівник (з А. Содоморою) Секції перекладачів Львівської обласної організації Національної спілки письменників України; член редколегій українських наукових збірок: «Теорія і практика перекладу» (Київ), «Іноземна філологія» (Львів), «Вісник Львівського університету. Серія іноземні мови» (Львів), «Записки Наукового товариства імені Шевченка. Праці філологічної секції» (Львів), «Германська філологія: Науковий вісник Чернівецького університету» (Чернівці); член Товариства імені Фулбрайта в Україні (1999).
Упроваджувала українське перекладознавство до міжнародного контексту як учасник численних міжнародних форумів, зокрема IX і XI Міжнародних з'їздів славістів (Київ, 1983; Братислава, 1993), Першого — П'ятого Конгресів Міжнародної асоціації україністів (Київ, 1990; Львів, 1993; Харків, 1996; Одеса, 1999, Чернівці, 2002), Міжнародної наукової конференції «Теорія перекладу і наукові основи підготовки перекладачів» (Москва, 1975, 1988), Міжнародної конференції Британської асоціації фахівців з порівняльного літературознавства (Ворвік, Велика Британія, 1992), XIII Конгресу Міжнародної федерації перекладачів (Брайтон, Велика Британія, 1993), Міжнародної конференції «Слово. Текст. Час» (Щецин, 1999, 2001, 2002), Всеєвропейської Конференції перекладачів і перекладознавців (Белград, 2001), міжнародної конференції «Григорій Кочур і український переклад» (Київ — Ірпінь, 2003) та ін. Для співпраці українських філологів з філологами англомовного світу чимало зробила Р. Зорівчак, викладаючи українську мову та переклад в Лондонському університеті як стипендіат Британської ради (1991/1992 н. р.) і в Іллінойському університеті в Урбана-Шампейн (штат Іллінойс) як стипендіат наукових обмінів імені В. Фулбрайта (1997), де вона читала лекції з перекладознавства і фразеології.
Статті про Р. Зорівчак є в УЛЕ (1990, т. 2), «Хто є хто в Україні» (К., 1997, 2000), Універсальному словникові-енциклопедії (1999, 2002), «2000 Oustanding people of the 20th century» (Кембридж, 1998), «Marquis Who's Who in the World» (1998, 16-е вид.; 2002, 18-е вид.), «The international Directory of Distinguished Leadership» (1999, 8-е вид.) та ін.